# Google日文输入法
Google日文输入法（日語：グーグル日本語入力），是Google于2009年12月3日发布的支持Windows和Mac操作系统的日文输入法。其开放源代码的版本为Mozc。2009年12月3日发布beta版（32位），2010年12月16日发布正式版。

## 概要
Google日文输入法使用的辞典是在互联网上自动收集词汇而生成，从专业用语和知名人士（包括娱乐圈、政治家乃至ACG中的人物），到兴衰极快的网络语言，都可精准转换，固有名词的转换率远高于其他日文输入法，因而成为网上一大热点。
2010年2月17日开始，为了测试新功能并尽早发现bug，Google日语输入法开发团队发布了开发版（alpha版）；但开发团队表示从安全性的角度考虑，推荐大家日常使用正式版。
2010年5月11日，Google Chrome OS中所必要的程序核心部分以「mozc」这一名称开放源代码，源代码以三项BSD释出。
2011年12月15日，开发小组发布针对Android平台的Beta版。2013年4月4日，Android系统的谷歌日文输入法正式版发布。Gboard发布后，Android平台的日文输入法功能已经整合到Gboard中，因此不再提供支持。
Google日文输入法在输入专有名词和人名时比较方便。另外，也可以用来把十进制的数字转换成二进制数字。

## 开发经过
该输入法最早的开发者是软件工程师工藤拓和小松弘幸。
工藤拓是语素解析引擎MeCab的作者。当他在Google负责开发“您是不是要查”功能时，他从日常的开发经验中发现这一功能可以用于开发日文输入法。而小松弘幸則想到了當年協助開發开源日文输入法PRIME的往事，产生了再度开发输入法的想法。
在Google公司，每个人都有20%（一周内约一天）的时间可以做自己有兴趣的研究，于是，两人就借着这20%的时间，开始了这一工程。之后，随着更多这方面的专业人士的参与，工程终于得以在2009年12月3日公诸于世。

## 输入日语以外的语言
可以将粤语拼音码表导入到Google日文输入法中，从而使用Google日文输入法使用粤语拼音完成汉字输入。将辞典文件导入后，输入时在工具条中选择半角英数字模式。Google日文输入法的便利之处在于一次输入的汉字下次选字时会出现在首位。

## 隱私安全
2013年末日本內閣官房情報資訊安全中心（NISC）指百度、谷歌等輸入法会將信息在用户不知情的情况下上传，而建議各機關用戶避免使用。
2014年初，日本內閣官房情報資訊安全中心在其官方網站上僅僅提示隱私流失的危險性，未直接指出何種輸入法。

## 更新记录
- 2009年12月3日 - beta版公开[2]（0.8.186.x）。
- 2009年12月15日 - 64位版公開[15]。
- 2010年
  - 1月29日 - 支持邮政编码→地址转换、平假名→片假名及英语转换、小键盘区数字等[16]（0.9.248.x）。
  - 3月19日 - 学习算法的改善，根据输入历史所作的推荐选项的改善等[17]（0.10.288.x）。
  - 6月25日 - 转换算法的改善，输入辅助功能的改善，优化性能等[18]（0.11.382.x）。
  - 8月13日 - 符号辞典的扩充，罗马字拼写检查功能可用性的提高等[19]（0.12.434.x）。
  - 11月17日 - 导入拼写检查功能，辞典的扩充，词语推荐选项的改善，修bug等[20]（Win：0.13.521.0；Mac：0.13.537.1）。
  - 12月3日 - 增加計算功能，对顔文字変換的扩展，屏蔽Windows中IME切换等[21]（0.14.541.x）。
  - 12月16日 - 正式版公開[3]（1.0.556.x）。
- 2011年
  - 2月28日 - 增加实时转换功能、自造词工具等[22]（1.1.626.10x）。
  - 7月21日 - 调整再转换功能、取消确定的功能，增加Unicode→实际文字转换、输入板和手写板等[23]（1.1.770.x）。
  - 9月30日 - 导入罗马字输入的拼写检查，增加邮政编码的转换结果，显示同音异意词的意思和用法等[24]（1.2.825.x）。
  - 12月15日 - 发布Android系统的谷歌日文输入法Beta版[8]。
- 2012年
  - 4月16日 - 增加“コマンド”功能等[25]（1.4.1031.x）。
  - 6月22日 - 增加误读修正功能，增加Unicode与文字间互转功能等[26](1.5.1109.x)。
  - 11月5日 - 辞典内容的更新，转换速度的加快[27](1.6.1221.x)。
  - 12月4日 - 兼容Windows 8[28](1.7.1227.x)。
- 2013年
  - 4月4日 - Android系统的谷歌日文输入法正式版发布[9]。
  - 7月2日 - 增加词语联想功能，云同步信息上传、删除方法变更。[29](1.11.1490.10x)。
  - 11月11日 - 增加罗马字输入变换日文功能。[30](1.12.1599.10x)。
  - 12月9日 - 取消同步功能。[31](1.13.1650.10x)。